# Black Science (comics)
Pour les articles homonymes, voir Black Science.
Black Science est une série de comics américains de science-fiction en 43 numéros, créée par le scénariste Rick Remender et le dessinateur italien Matteo Scalera, distribué par Image Comics entre novembre 2013 et septembre 2019. L'histoire se concentre sur Grant McKay, membre de la Ligue Anarchiste Scientifique, ainsi que son équipe et famille, propulsés à travers les dimensions alors qu'ils essayent de réparer le « Pilier », un outil inter-dimensionnel créé à des fins immorales et taboues - la "Science Interdite", ou « Black Science » éponyme. McKay et ses « dimensionautes » désirent utiliser le Pilier afin de sauter de monde en monde, récupérant avancées technologiques et médicales à leur avantage, mais un membre de l'expédition sabote le Pilier, les obligeant à visiter aléatoirement des dimensions bien souvent hostiles. Dans leur quête pour retrouver leur dimension initiale, ils font face, non sans dommage, à des champignons parasites, des conquérants dimensionnels nihilistes ou encore des versions alternatives d'eux-mêmes.

## Résumé
Grant McKay, membre de la Ligue Anarchiste Scientifique, a finalement réalisé l'impossible : il a déchiffré la Science Interdite ce qui lui permet de s'affranchir des barrières de la réalité. Grant théorise que chaque réalité alternative de ce qu'il appelle « l'Infiniverse » est comme un oignon : chaque couche est une nouvelle dimension, basée sur une variété infinies de choix faits par chaque individu, partout. Au centre de tout se trouve le cœur de l’oignon, l'univers originel où tout a débuté. Ce qui l'attend cependant au-delà du voile n'est pas l’épiphanie mais le chaos. Grant et son équipe sont désormais perdus, naufragés dans un océan infini de mondes étranges, hostiles et depuis longtemps oubliés, au-delà de tout ce qu'ils auraient pu imaginer. 

## Personnages
- Grant McKay – membre de la Ligue Anarchiste Scientifique, inventeur du Pilier, père de Nathan et Pia McKay, génie
- Kadir – financeur du projet Pilier, en rivalité avec Grant
- Chandra - bras droit armé de Kadir
- Sara McKay – femme de Grant
- Nathan McKay – fils de Grant, perdu dans une autre dimension avec lui à la suite du sabotage du Pilier
- Pia McKay – fille Grant, perdue dans une autre dimension avec lui à la suite du sabotage du Pilier
- Rebecca – scientifique ayant travaillé sur le projet Pilier, maîtresse de Grant
- Shawn – scientifique junior ayant travaillé sur le projet Pilier
- Ward – ancien militaire, agent de sécurité

## Edition française
Éditions Urban Comics - Collection « Urban Indies » :
- 1 De Charybde en Scylla, février 2015
Scénario : Rick Remender - Dessin : Matteo Scalera - Couleurs : Dean White -  (ISBN 9782365775915)
- 2 La Boite de Pandore, mai 2015
Scénario : Rick Remender - Dessin : Matteo Scalera - Couleurs : Dean White -  (ISBN 9782365775922)
- 3 L'Impossible Odyssée, janvier 2016
Scénario : Rick Remender - Dessin : Matteo Scalera - Couleurs : Moreno Dinisio -  (ISBN 9782365775939)
- 4 Sur les rives de Léthé, août 2016
Scénario : Rick Remender - Dessin : Matteo Scalera - Couleurs : Moreno Dinisio -  (ISBN 9782365778954)
- 5 Le Pacte de Circé, avril 2017
Scénario : Rick Remender - Dessin : Matteo Scalera - Couleurs : Moreno Dinisio -  (ISBN 9791026811237)
- 6 Argonautes du futur, février 2018
Scénario : Rick Remender - Dessin : Matteo Scalera - Couleurs : Moreno Dinisio -  (ISBN 9791026811947)
- 7 Le Silence de l'aède, juin 2018
Scénario : Rick Remender - Dessin : Matteo Scalera - Couleurs : Moreno Dinisio -  (ISBN 9791026814603)
- 8 Le Banquet des lotophages, février 2019
Scénario : Rick Remender - Dessin : Matteo Scalera - Couleurs : Moreno Dinisio -  (ISBN 9791026816270)